# Vice-président

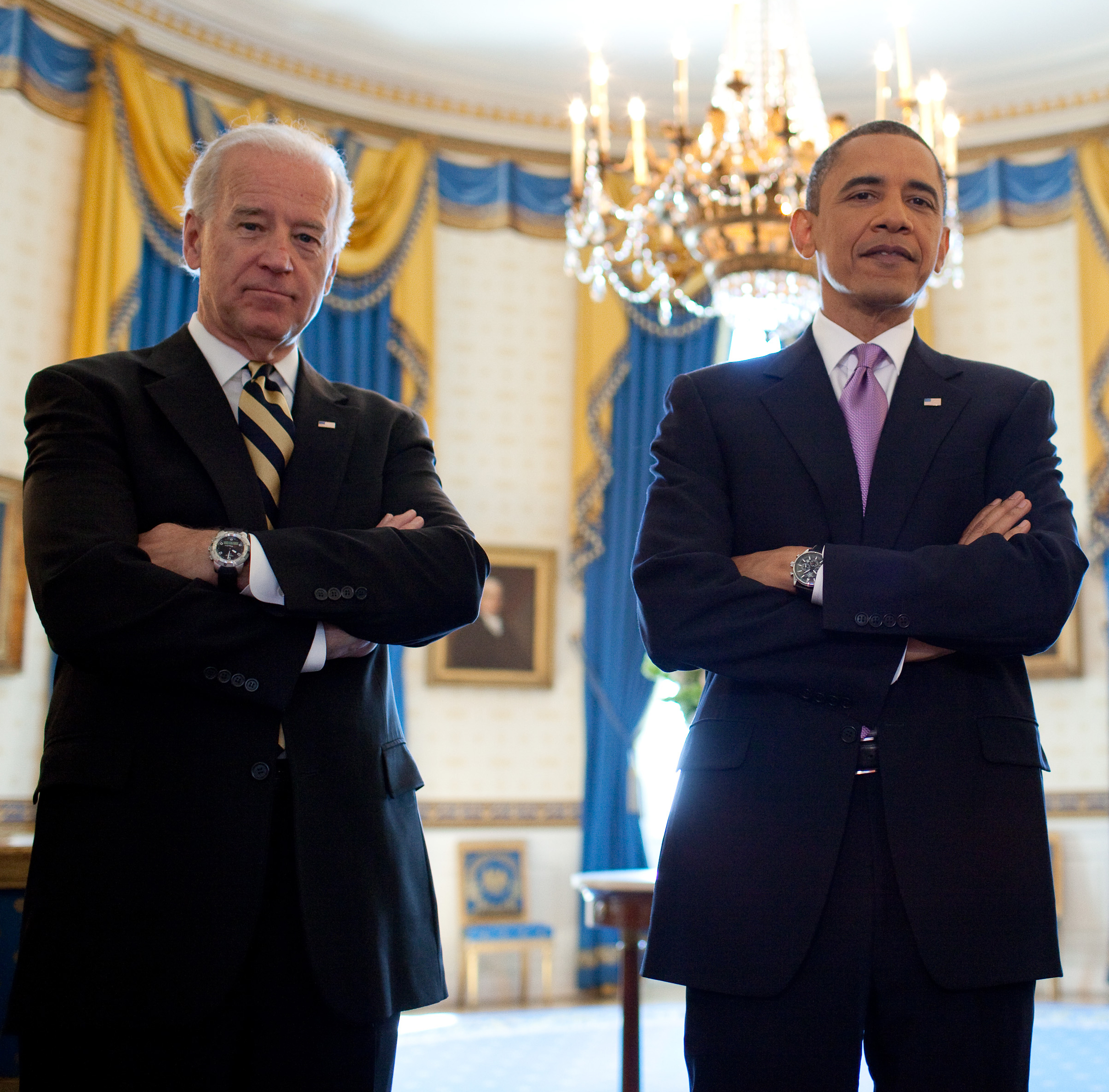
Joe Biden (à gauche), vice-président des États-Unis, au côté de Barack Obama, président des États-Unis, en 2010.

Un vice-président est, selon la définition initiale, une personne travaillant pour un gouvernement, une entreprise, une institution ou une association, et dont le rôle est d'occuper le poste du président lorsque celui-ci ne peut pas l'exercer. Dans certains pays, on préfère le titre « adjoint au président ». 
Cependant, dans les entreprises, et même dans certaines administrations, le terme « vice-président » tend de plus en plus à désigner la seule fonction de responsable d'un des secteurs de l'entreprise ou de l'administration en question. Dans une grande organisation, les vice-présidents peuvent donc être nombreux.
En France, c'est également un grade donné à un magistrat du siège.

## Étymologie
Le mot latin vice signifiant « à la place de », son poste est situé hiérarchiquement sous celui du président.

## Dans un gouvernement
Dans un gouvernement, un vice-président est une personnalité politique dont la première fonction est de se substituer au président si ce dernier est absent, démissionne, meurt ou n'est pas disponible pour remplir sa mission, peu importe la raison. Selon le système politique, il est soit élu comme colistier (comme le vice-président des États-Unis), soit élu spécifiquement pour le poste ou bien nommé une fois le président élu.
Les gouvernements avec vice-présidents ont en général une seule personne occupant ce poste. Dans plusieurs systèmes présidentiels, le vice-président détient peu de pouvoir politique pour les opérations courantes, mais est souvent considéré comme un membre important du cabinet. Dans différents pays du continent américain, il détient le rôle symbolique de président du Sénat.
Le vice-président est parfois mis à contribution lors de cérémonies officielles qui incombent au président si ce dernier est trop occupé. Par exemple, le Vice-président des États-Unis est souvent présent aux funérailles de chefs d'État, en place du président américain. Dans ce cas de figure, le vice-président est de facto un chef d'État, une position qui n'apparaît pas dans les systèmes politiques où les positions de chef d'État et de chef du gouvernement sont fusionnées.

### Vice-président selon les pays
Chaque système démocratique est différent des autres pour des raisons historiques. Dès lors, le poste de vice-président est défini différemment. Dans les systèmes parlementaires, la plupart des États n'ont pas un vice-président, mais nomment à la place un officier substitut, souvent le président de la chambre ou le Premier ministre. 
- En Allemagne, le vice-président est de facto le président du Bundesrat (chambre haute).
- En Irlande, la vice-présidence est prise en charge de façon coopérative par une commission présidentielle, composée des présidents des deux chambres du Oireachtas (parlement), ainsi que du juge en chef de l'Irlande.
- En Italie, le président du Sénat de la République est chargé de remplacer provisoirement le président de la République en cas d'incapacité (voyage à l'étranger, raisons de santé, démission, décès).
- En Pologne, c'est le maréchal du Sejm (chambre basse).
- En Russie, le Premier ministre sert de facto comme vice-président, mais il a notablement plus de pouvoirs que le vice-président des États-Unis.

#### Pays possédant ou ayant possédé un vice-président
Afrique
- Vice-présidents d'Afrique du Sud
- Vice-président de la république du Botswana
- Vice-président de la république du Burundi
- Vice-président de la république de Côte d'Ivoire
- Vice-présidents de la république démocratique du Congo (poste provisoire)
- Vice-président de la république arabe d'Égypte (poste vacant)
- Vice-président du Ghana
- Vice-président du Kenya
- Vice-président du Liberia
- Vice-président du Nigeria
- Vice-président de l'Ouganda
- Vice-président des Seychelles
- Vice-présidents de la Sierra Leone
- Vice-présidents du Soudan
- Vice-présidents du Soudan du Sud
- Vice-président de la Zambie

Amérique
- Vice-président des États-Unis
- Vice-président de la république fédérative du Brésil
- Vice-président de Colombie
- Vice-président de la République dominicaine
- Vice-président de la république de l'Équateur
- Vice-président du Mexique (poste supprimé)
- Vice-président de la république du Suriname
- Vice-président de la république orientale de l'Uruguay
- Vice-président du Venezuela

Asie
- Vice-président des Émirats arabes unis
- Vice-président d'Indonésie
- Vice-président de l'Inde
- Vice-président des Philippines
- Vice-président de la Syrie
- Vice-président de la république de Turquie
- Vice-président de la république du Yémen
- Vice-président de la république populaire de Chine
- Vice-président de la république de Chine (Taïwan)
- Vice-président de la république de Corée (poste supprimé)

Europe
- Vice-président de la république de Bulgarie
- Vice-président de la République française : la France a eu un seul vice-président, Henri Boulay de La Meurthe, sous la Deuxième République

Océanie
- Vice-président des Palaos

## Dans l'entreprise et certains établissements publics
Dans l'entreprise, le vice-président est un poste de décision situé hiérarchiquement sous celui de président. La plupart des entreprises ont recours à plusieurs vice-présidents, lesquels s'occupent de secteurs précis (par exemple, vice-président aux ventes ou en anglais VP Sales). Ils rendent compte le plus souvent au président de l'entreprise ou au président du conseil d'administration. Le vice-président le plus important est souvent appelé vice-président exécutif.
Certains établissements publics appliquent la même terminologie pour désigner leurs responsables de départements (par exemple, l'Université de Lille, qui compte 22 vice-présidents dans son équipe de direction).
Un syndicat professionnel peut aussi élire un vice-président pour servir ses membres.

## Magistrature française

### Justice administrative
Le vice-président du Conseil d'État dirige concrètement le Conseil d'État (le président de la juridiction administrative est le ministre de la justice, ès qualités).